# Kublai Khan TX
Kublai Khan TX (auch Kublai Khan) ist eine 2009 gegründete, vierköpfige Hardcore Punk/Beatdown-Band aus Sherman im US-Bundesstaat Texas.

## Geschichte

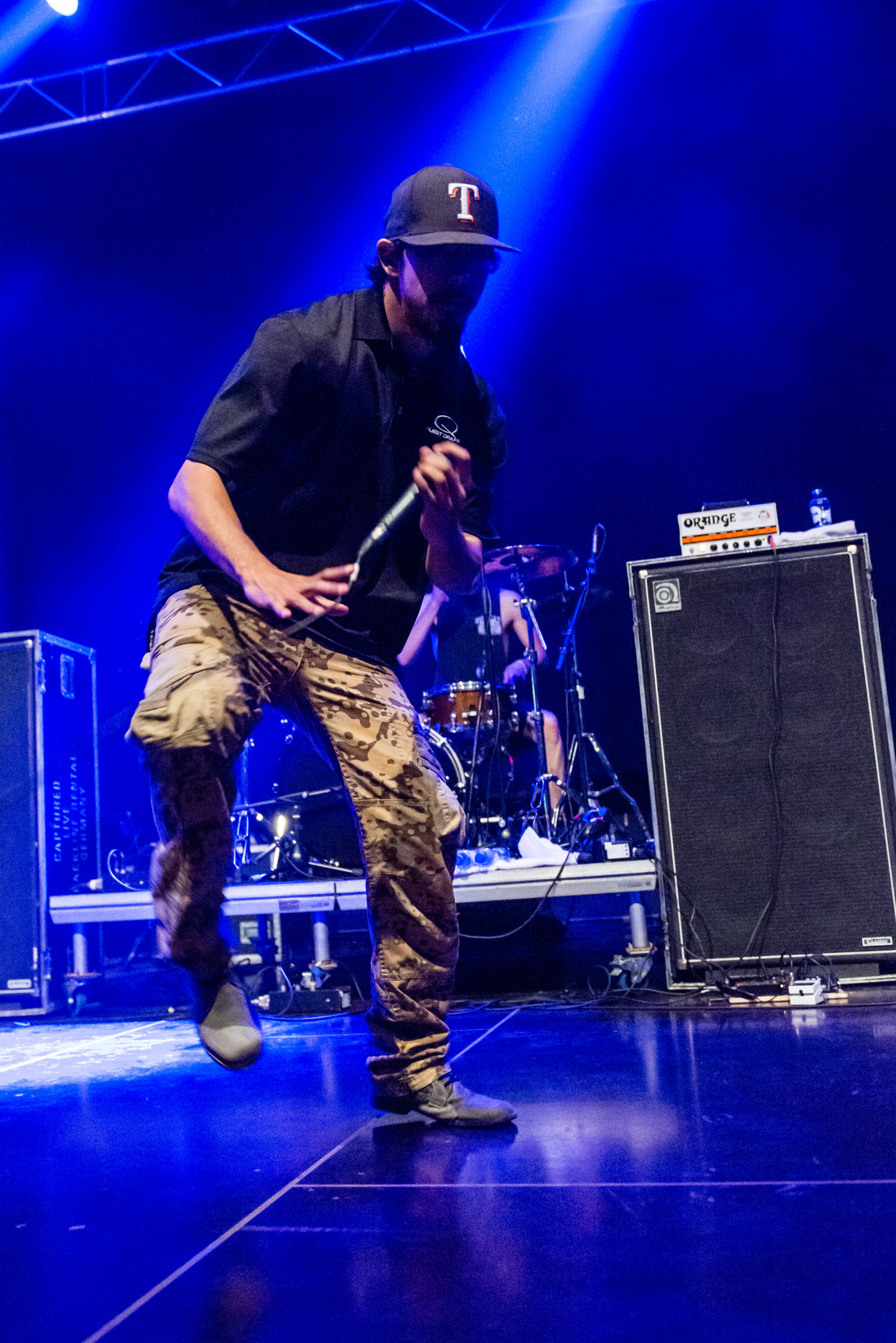
Sänger Matt Honeycutt, 2015

Kublai Khan TX wurde im Sommer des Jahres 2009 im texanischen Abilene gegründet. Derzeit besteht die Band aus dem Sänger Matt Honeycutt, dem Gitarristen Nolan Ashley, dem Bassisten Eric English und dem Schlagzeuger Isaac Lamb.
Im Januar des Jahres 2011 erschien die EP Youth War mit acht Liedern, welche aus eigener Tasche finanziert wurde. Diese wurde mehr als 1.200 mal verkauft. Am 17. Februar 2014 gab die Gruppe bekannt, einen Plattenvertrag bei Artery Recordings unterzeichnet zu haben. Ende April desselben Jahres erschien mit Balancing Survival & Happiness das Debütalbum des Quartetts über der Plattenfirma.
Seit der Gründung absolvierte die Gruppe mehrere Tourneen als Support durch Nordamerika, darunter für Emmure, The Acacia Strain, Fit for a King, Gideon, Silent Planet und Texas in July. Im April und Mai 2015 tourte Kublai Khan als Vorband für Obey the Brave in Europa und war auch auf mehreren Auflagen des Impericon Festivals zu sehen.

## Stil
Die Musik von Kublai Khan TX wird als eine Mischung aus „wutentbrannten Hardcore mit Elementen aus dem Beatdown, Thrash Metal und Metalcore“ beschrieben.

## Diskografie
Alben:
- 2014: Balancing Survival & Happiness (Artery Recordings)
- 2015: New Strength
- 2017: Nomad
- 2019: Absolute
- 2024: Exhibition of Prowess

EPs:
- 2011: Youth War (Eigenproduktion)
- 2022: Lowest Form of Animal